# مركز العلوم والهندسة ألبرت ب. كراري
مركز العلوم والهندسة ألبرت ب. كراري (CSEC)، الذي يقع في محطة ماك موردو ، كان قد خصص في نوفمبر تشرين الثاني 1991 من قبل المؤسسة الوطنية للعلوم (NSF). المختبر سمي تكريما للجيوفيزيائي والجيولوجي ألبرت ب. كراري. هناك خمسة طوابق مما يوفر 4،320 متر مربع كمساحة عمل يتضمن طابقين رئيسيين، وطابق لعلوم الأحياء، وطابق لعلوم الأرض وآخر لعلوم الغلاف الجوي، وحوض أسماك.

## وصلات خارجية
- مركز العلوم والهندسة ألبرت ب. كراري